# Довгирд
Довгирд (лит. Daugirdas, пол. Dowgird, Dowgirt) — литовский дворянский род.
Предок его, Ян Довгерд был воеводой виленским (1434—42); сын его Михаил выступил свидетелем заключения в 1432 году Кристмемельского договора Свидригайло с Тевтонским орденом.
Род этот в XVI в. разделился на две ветви, принявшие гербы Лебедь и Баволя-глова.
Род внесён в I и VI части родословной книги Виленской, Волынской и Ковенской губерний.